# خرگوش اروپایی
خرگوش اروپایی یا خرگوش صحرایی (نام علمی: Lepus europaeus) خرگوشی است که در سرده خرگوش‌های صحرایی قرار دارد.

## ویژگی‌ها
جثه بزرگ‌تر از خرگوش‌های اهلی، گوش‌ها بلند، شبیه گوش الاغ با انتهای گرد و نوک سیاه که این سیاهی یکی از وجوه تمایز آن با خرگوش‌های اهلی است.

## زیستگاه
اکثر زیستگاه‌ها اعم از جنگلی، کوهستانی، بیابانی، استپی، باغ‌ها و مزرعه‌های کشاورزی زیستگاه این گونه خرگوش است.